# Улыбина, Людмила Анатольевна
Людмила Анатольевна Улыбина (род. 25 сентября 1996, Междуреченский, Тюменская область) — российская биатлонистка, чемпионка России. Мастер спорта России.

## Биография
На внутренних соревнованиях представляет ХМАО. Первый тренер — Андрей Владимирович Дубровский.

### Юниорская карьера
Становилась серебряным призёром первенства России среди юниоров по летнему биатлону в индивидуальной гонке (2016) и спринте (2017), серебряным призёром первенства России по биатлону в смешанной эстафете (2017).
Участница юниорского чемпионата Европы 2017 года в Нове-Место, где лучшим результатом стало девятое место в индивидуальной гонке. Также принимала участие в гонках юниорского Кубка IBU.

### Взрослая карьера
В 2017 году стала призёром чемпионата России по летнему биатлону, завоевав серебро в женской эстафете. В зимнем биатлоне — неоднократный призёр этапов Кубка России в личных и командных дисциплинах.
В 2019 году завоевала золотую медаль чемпионата России в марафоне, становилась серебряным призёром в суперспринте и бронзовым — в суперпасьюте. Чемпионка России 2020 года в командной гонке.